# Tychaedon
Tychaedon is een geslacht van zangvogels uit de familie Muscicapidae (vliegenvangers). Eerder zaten deze soorten in het geslacht Cercotrichas maar bij een taxonomische herziening in 2025 is
dit geslacht vanwege parafylie opgedeeld in twee geslachten.

## Soorten
Het geslacht kent de volgende vijf soorten:
- Tychaedon coryphoeus  – Karoowaaierstaart
- Tychaedon signata  – Bruine waaierstaart
- Tychaedon leucosticta  – Boswaaierstaart
- Tychaedon quadrivirgata  – Streepkopwaaierstaart
- Tychaedon barbata  – Baardwaaierstaart